# انبه باز
انبه باز (اردو: مینگو باز) یک شرکت رسانه‌ای خبری اینترنتی پاکستان است که در شهر لاهور واقع است.
این برنامهٔ خوراک‌خوان، یا فید خوان یا خبرخوان است و به نرم‌افزارهایی گفته می‌شود که می‌توانند درونمایه‌های تازه‌ای که به خوراک افزوده شده‌است را دریافت کنند و آنرا به کاربر نمایش دهند. این برنامه به صورت برخط قابل دسترسی می‌باشد. این برنامه یک استارتاپ یعنی شرکت نوپایی است و در حقیقت یک رسانه دیجیتال است. مینگو باز در اواخر سال ۲۰۱۴ بنیاد نهاده شده است.